# Beau Tem Medo
Beau Is Afraid (bra/prt: Beau Tem Medo) é um filme de comédia e terror surrealista estadunidense escrito, dirigido e produzido por Ari Aster. O fime é estrelado por Joaquin Phoenix ao lado de Nathan Lane, Patti LuPone, Amy Ryan, Kylie Rogers, Parker Posey,  Stephen McKinley Henderson, Denis Ménochet, Hayley Squires,  Michael Gandolfini e Zoe Lister-Jones. Seu enredo acompanha a trajetória do paranóico Beau em sua odisséia surrealista para chegar ao funeral de sua mãe.
O filme foi produzido pela A24, sendo o terceiro de Aster na empresa após Hereditário (2018) e Midsommar (2019). Foi lançado em 2023, tendo um orçamento de 35 milhões de dólares, o maior da história da A24 no momento em que foi lançado.

## Elenco
- Joaquin Phoenix
- Nathan Lane
- Patti LuPone
- Amy Ryan
- Kylie Rogers
- Parker Posey
- Stephen McKinley Henderson
- Denis Ménochet
- Hayley Squires
- Michael Gandolfini
- Zoe Lister-Jones
- Richard Kind[10]

## Produção

### Desenvolvimento
Em 2011 Ari Aster havia dirigido o curta-metragem Beau, que futuramente serviu de base para o longa-metragem. O primeiro rascunho do roteiro circulou na internet em 2014. Aster inicialmente descreveu o filme como uma "comédia de pesadelo".

### Filmagens
Em 28 de fevereiro de 2021, a A24 anunciou o filme com o título Disappointment Blvd. como sua terceira parceria com Ari Aster, seguindo Hereditary (2018) e Midsommar (2019), com Joaquin Phoenix como protagonista. Em junho de 2021, Nathan Lane, Patti LuPone, Amy Ryan e Kylie Rogers se juntaram ao elenco. Em julho, Parker Posey , Stephen McKinley Henderson, Denis Ménochet, Hayley Squires, Michael Gandolfini e Zoe Lister-Jones também foram confirmados no elenco.
As filmagens começaram em 28 de junho de 2021 e foram concluídas em outubro. O filme foi filmado em Saint-Bruno-de-Montarville, um subúrbio fora da ilha de Montreal, em Quebec. Os membros da equipe incluíam o diretor de fotografia Pawel Pogorzelski, que trabalhou com Aster em todos os seus filmes, e a designer de produção Fiona Crombie.
A cena de animação foi produzida por Cristobal León e Joaquín Cociña, que foram chamados por Aster devido ao trabalho que desempenharam no stop motion The Wolf House, de 2018.

### Trilha sonora
A trilha sonora do filme foi produzida por Katherine Miller e composta pelo músico eletrônico britânico Bobby Krlic. O álbum foi lançado pela A24 Music em 14 de abril de 2023 em formato de cinco discos em formato digital.

### Lançamento
O filme foi lançado nos cinemas nos Estados Unidos pela A24 em 21 de abril de 2023, após um atraso em relação à programação original de 2022. No Brasil, o filme foi lançado em 20 de abril de 2024 sob a distribuição da Diamond Films. Em Portugal, foi lançado em 4 de maio de 2023.

## Recepção

### Bilheteria
No fim de semana de estreia, o filme arrecadou 320.396 dólares em quatro cinemas, terminando em 14º nas bilheterias. O filme arrecadou 11 milhões de dólares na bilheteria global.

### Resposta crítica
No site agregador de resenhas Rotten Tomatoes, 68% das resenhas dos críticos são positivas. O consenso do site diz: "Beau Is Afraid é exagerado a ponto de apagar a linha entre autoflagelação e autoindulgência, mas a bravura de Ari Aster e o comprometimento absoluto de Joaquin Phoenix dão a esta odisséia neurótica um poder inegável." O Metacritic, que usa uma média ponderada, atribuiu ao filme uma pontuação de 63 em 100, indicando críticas "geralmente favoráveis".

### Indicações
A performance de Joaquin Phoenix rendeu uma indicação ao Globo de Ouro de melhor ator em comédia ou musical.